# Богатёнкова
Богатёнкова — деревня в Каменском районе Свердловской области России. Входит в Каменский муниципальный округ.
Ранее входила в состав Рыбниковского сельсовета Каменского района.

## География
Деревня расположена вдоль восточного берега озера Большой Сунгуль. На юге граничит с селом Рыбниковским, занимающим южный берег озера. Деревня находится в 15 километрах (17 километров по трассе) на юго-запад от города Каменска-Уральского. В окрестностях находится ботанико-геоморфологический природный памятник — Озеро Малое, низинное осоко-тростниковое болото площадью 1,6 квадратного километра. Через деревню проходит Рыбниковский тракт.

## История
Деревня основана после 1734 года, поскольку на ландшафтной карте Афанасия Кичигина не значится.
Во время крестьянской войны под предводительством Емельяна Пугачёва поля под Богатёнковой послужили местом сражений. 4 марта 1774 года отряды пугачёвцев разгромили императорский полк майора Фишера и к вечеру заняли Каменский завод. В этом бою участвовал сам Иван Белобородов. А 8 марта победу одержал Фишер. В обоих сражениях восставшими командовали уроженец Богатёнковской Самсон Максимов и пугачёвский полковник и староста Белоярской волости Федот Кочнев.
В 1916 году деревня относилась к Щербаковской волости. В 1928 году Богатенкова входила в Рыбинковский сельсовет Каменского района Шадринского округа Уральской области. В 1929 году в деревне образован колхоз, в 1960 году ставший отделением совхоза «Родина». 29 сентября 1957 года территория деревни подверглась радиоактивным осадкам из-за Кыштымской аварии на предприятии «Маяк».

## Население
| 1904 | 1926  | 2002 | 2010 | 2021 |
| ---- | ----- | ---- | ---- | ---- |
| 784  | ↗1085 | ↘235 | ↗261 | ↗277 |

Структура
- По данным 1904 года, в деревне было 135 дворов с населением 784 человека (мужчин — 391, женщин — 393), все русские[10].
- По данным переписи населения 1926 года, в деревне было 226 дворов с населением 1085 человек[5].
- По данным переписи населения 2002 года, русские составляли 92 % от числа всех жителей, татары — 5 %[11]. По данным переписи населения 2010 года, в деревне проживал 261 человек — 121 мужчина и 140 женщин[12].